# Boží muka (soubor novel)
Boží muka je soubor novel, první samostatné dílo Karla Čapka, které bylo hluboce ovlivněno 1. světovou válkou. Poprvé bylo vydáno v roce 1917.
Jedná se o drobné prózy, v nichž autor soustředil pozornost na věci zdánlivě se vymykající lidskému rozumu, jsou v nejednom případě válečnými událostmi přímo inspirovány. Stavební princip třinácti novelových balad spočívá v tom, že v nich všechno směřuje k nějaké neviditelné, neznámé nebo nerozluštěné události: k původu záhadné stopy ve sněhu, k osudu dívky bez domova, k povaze prchajícího zločince či k cizí minulosti, a všechny svědčí o autorově hlubokém soucitu s lidmi a jejich omyly.

## Povídky
- Šlépěj je filozofování dvou mužů nad stopou ve sněhu, ke které nevedou žádné jiné stopy. Jakoby někdo spadl z nebe.
- V povídce Lída řeší pan Holub s panem Martincem záhadu ztracení dívky Lídy.
- Na počátku novely Hora leží mrtvola pod útesem a následuje honba za pomyslným vrahem. Pro všechny je pronásledovaný velkým tajemstvím, ale houslista Jevíšek vše vidí jinak.
- Milostná píseň navazuje na povídku "Lída". Pan Holub sleduje stále veškeré pohyby Lídy, protože se do ní zamiloval.
- Elegie je pokračováním povídky "Šlépěj". Opět se setkáváme s filozofujícími muži. Tentokrát nás zavedou do kavarny, kde potkají i bratra jednoho z nich. Ten se však beze stopy ztratí.
- Utkvění času filozofická úvaha nad významem zvuků ticha a hluku.
- Historie beze slov je o setkání v lese. Pan Ježek se ptá vandráka na jeho životní příběh. Poněvadž mu vandrák nic neřekne, sám si představuje jeho minulost.
- Ztracená cesta vypráví o rozhovoru dvou mužů ve tmě. Slyší se, ale nevidí.
- V povídce Nápis hlavního hrdinu, nemocného Matyse, přijde navštívit jeho kolega Kvíčala, kterého trápí myšlenka, že Matys je nemocný a on zdravý. Matys poukáže na nápis vyrytý do zdi a zjišťuje, že už si nepamatuje, z jakého důvodu ho napsal. Je smutné, když se nám minulost vytrácí z paměti.
- Pokušení vytváří hlavnímu hrdinovi dilema. Má zůstat doma nebo se vydat na cesty do ciziny? Oční kontakt které ženy ho láká víc? Mladého naivního děvčete nebo zkušené nestoudné ženy?
- Odrazy všech událostí ve vodě vidí nemocný, který každý letní den vysedává u řeky.
- Čekárna. Hlavní hrdina povídky, pan Záruba, přečkává noc v čekárně ještě s dalšími nocležníky. Všichni se mu hnusí. Až později vyhledá jednoho, který mu připomíná sebe samého.
- Pomoc!. Jaké myšlenky vás budou provázet, když nevyslyšíte volání o pomoc?

## Překlady do jiných jazyků

### Překlady do němčiny

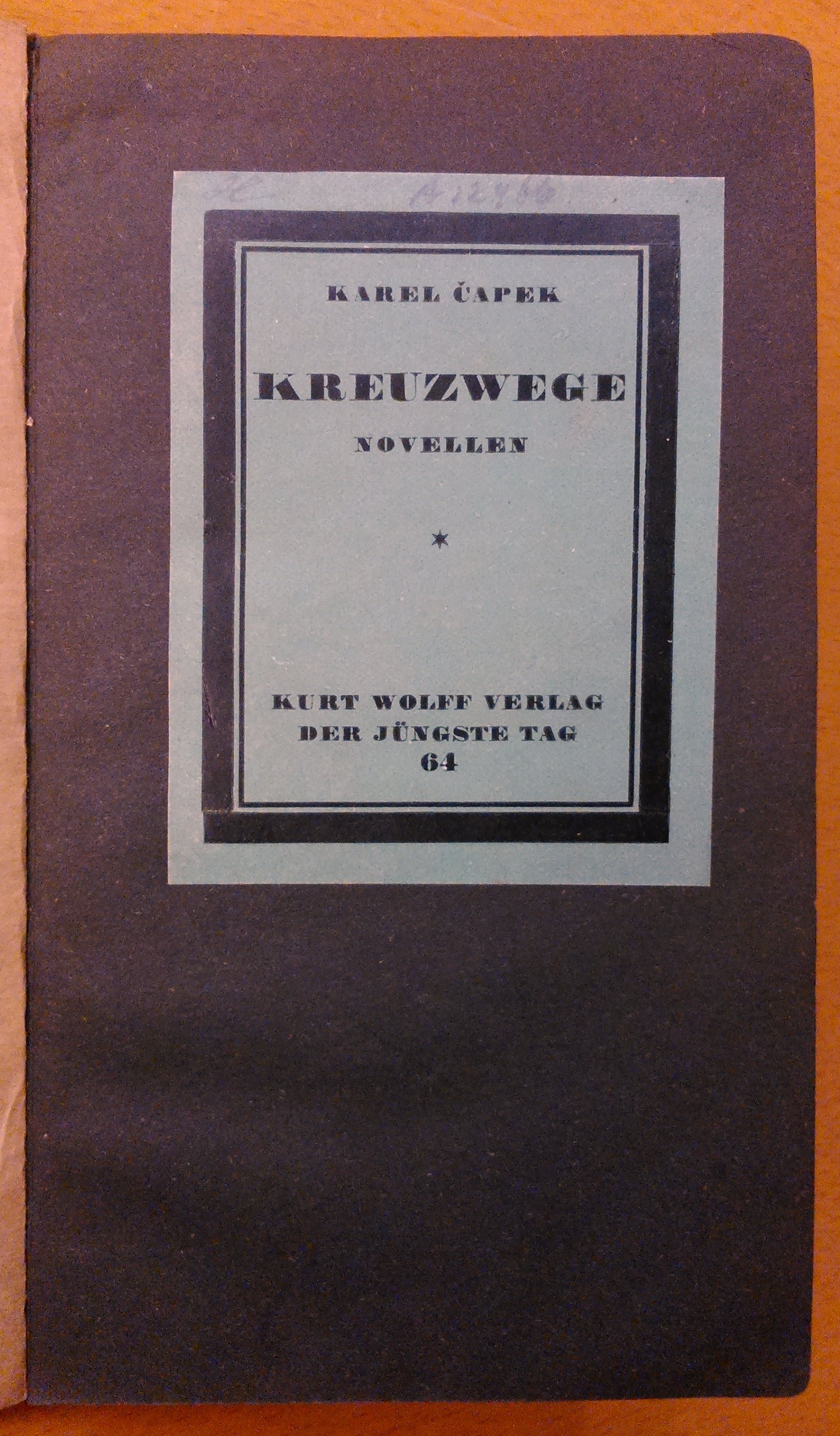
Obálka prvního německého vydání druhé části knihy Karla Čapka: Boží muka

- Karel Čapek: Gottesmarter (Boží muka), Berlín : S. Fischer, 1918[2] - kniha obsahuje prvních pět novel z knihy Boží muka[3][4] (Šlépěj, Lída, Hora, Milostná píseň, Elegie) u čtyřech novel uveden překladatel Otto Pick, u novely Lída (Lelia) překladatel není uveden.
- Karel Čapek: Kreuzwege (Křížová cesta), Lipsko : Kurt Wolff 1919, edice "Der Jüngste Tag", svazek 64.[5] - druhá část novel z knihy Boží muka (Stocken der Zeit - Utkvění času, Historie ohne Worte - Historie beze slov, Verlorener Weg - Ztracená cesta, Die Aufschrift - Nápis, Die Versuchung - Pokušení, Spiegelung - Odrazy, Der Wartesaal - Čekárna, Hilfe! - Pomoc!), překlad Otto Pick